# Ataque químico a Halabja
El ataque químico a Halabja, también conocido como la masacre de Halabja, fue una serie de incidentes militares ocurridos entre el 16 de marzo y el 19 de marzo de 1988, en el contexto de la Guerra entre Irán e Irak, cerca del final de la contienda. Las fuerzas iraquíes masacraron a gran parte de la población kurda en la localidad kurdo-iraquí de Halabja. El ataque fue parte de la Operación al-Anfal en el norte de Irak, además de ser parte del intento iraquí por repeler la operación iraní Zafar 7. Tuvo lugar 48 horas después de la caída del pueblo al ejército iraní. 
Se estima que por lo menos 5000 personas murieron en el ataque. Los resultados preliminares de los sondeos de la región afectada mostraron una tasa aumentada de incidencia de cáncer y de enfermedades congénitas en los años posteriores al ataque.

## El ataque
Prácticamente todos los testimonios actuales del incidente apuntan a que Irak y milicias afínes fue el responsable de los ataques con armas químicas contra la ciudad de Halabja,[cita requerida] controlada en esos momentos por tropas iraníes y guerrillas kurdas aliadas con Teherán. El ataque comenzó en la tarde del 16 de marzo de 1988, cuando un grupo de ocho aviones comenzó a arrojar bombas químicas, y se extendió a lo largo de toda la noche con agentes múltiples como el gas mostaza y los gases nerviosos sarín, tabun y VX, entre otras sustancias.

## Controversias
La masacre de Halabja no levantó protestas de la comunidad internacional por aquellas fechas. Irak era entonces un buen aliado de los Estados Unidos y se hizo circular la versión de que las muertes se habían producido accidentalmente cuando los ocupantes iraníes manejaban agentes químicos, según consta en documentos desclasificados del Departamento de Estado de los Estados Unidos. Al terminar la guerra y deteriorarse las relaciones de Irak con el resto del mundo,[cita requerida] comenzaron las acusaciones contra este país. Fue el informe de Pascal Zanders, del Proyecto de Guerra Química y Biológica en el Instituto Internacional de Investigaciones para la Paz de Estocolmo (SIPRI) quien concluyó por primera vez que el culpable de los ataques había sido Irak y no Irán.
Los agentes químicos fueron manufacturados en Irak con tecnología y sustancias precursoras procedentes de numerosas naciones occidentales entre las que cabe destacar Estados Unidos y Alemania aunque también India y Singapur .[cita requerida] Según el Informe Riegle del Senado estadounidense, estos países habían suministrado a Irak inteligencia satelitaria, helicópteros de dispersión de agentes químicos y hasta 60 toneladas de dimetil metilfosfonato (DMMP), un precursor para venenos nerviosos, a través de una empresa de Nashville (Tennessee). Además, se ha sugerido repetidamente que Donald Rumsfeld –en aquella época enviado especial de Reagan para el Oriente Medio– dio su visto bueno al uso de armas químicas contra el enemigo común iraní.[cita requerida] Por todo ello, se tardó años en establecer la verdadera responsabilidad sobre el incidente pese a que en aquellos momentos las tropas iraquíes desarrollaban un amplio ataque sobre el sector conocido como la Ofensiva de Al-Anfal.

## Juicios
Tras la ocupación de Irak de 2003, tanto el presidente de Irak Sadam Huseín como el general Ali Hassan al-Mayid («Alí el Químico») fueron acusados de los sucesos de Halabja ante el tribunal que los juzgó por crímenes contra la Humanidad. Ambos negaron su participación en los hechos. Ambos acusados fueron ejecutados en la horca.